# Waimes
Waimes (tyska: Weismes) är en kommun i Belgien.   Den ligger i provinsen Liège och regionen Vallonien, i den östra delen av landet, 130 km öster om huvudstaden Bryssel. Antalet invånare är 7 057.
Omgivningarna runt Waimes är en mosaik av jordbruksmark och naturlig växtlighet. Runt Waimes är det ganska tätbefolkat, med 67 invånare per kvadratkilometer.